# 11 Wojskowy Oddział Gospodarczy
11 Wojskowy Oddział Gospodarczy (11 WOG) – jednostka logistyczna Sił Zbrojnych Rzeczypospolitej Polskiej. Realizuje zadania zabezpieczenia finansowego i logistycznego jednostek i instytucji wojskowych na swoim terenie odpowiedzialności.

## Formowanie i zmiany organizacyjne
Na podstawie decyzji Ministra Obrony Narodowej nr Z-83/Org./P1 z 20 września 2011 oraz rozkazu wykonawczego szefa Inspektoratu Wsparcia SZ nr PF-46/Org. z 16 lutego 2012 rozpoczęto formowanie Oddziału. Z dniem 1 stycznia 2013 jednostka rozpoczęła statutową działalność .

## Symbole oddziału
Odznaka pamiątkowa
Minister Obrony Narodowej decyzją nr 281/MON z dnia 8 października 2013 wprowadził odznakę pamiątkową i oznaki rozpoznawcze Oddziału.
Odznakę stanowi złożona figura wieloformatowa o wymiarach 40 x 40 mm. Bazowym elementem jest krzyż kawalerski utworzony na planie czterech symetrycznych, współwierzchołkowych ostrosłupów o wklęsłej podstawie. Swoją symboliką odznaka nawiązuje do tradycji wojsk kwatermistrzowskich.
Pomiędzy ramionami krzyża usytuowano kolejno miecz, mur, koło zębate, kłosy zboża. Usytuowany w punkcie centralnym herb Bydgoszczy symbolizuje powiazanie jednostki z Bydgoszczą, a tym samym regionem Kujaw i Pomorza. Na dole odznaki umieszczona jest czerwona szarfa z numerem „11” oraz skrótem „WOG”. Barwa szarfy i napis  nawiązują do barw zastosowanych w herbie Bydgoszczy. Wszystkie barwy naniesione zostaną emalią. Poszczególne elementy odznaki nakładane są warstwowo .
Oznaki rozpoznawcze 

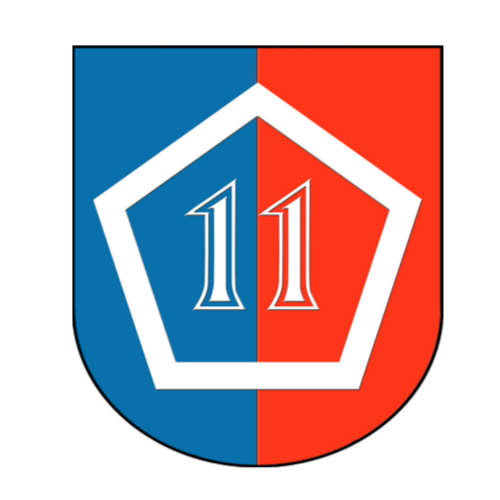
Oznaka rozpoznawcza na mundur wyjściowy
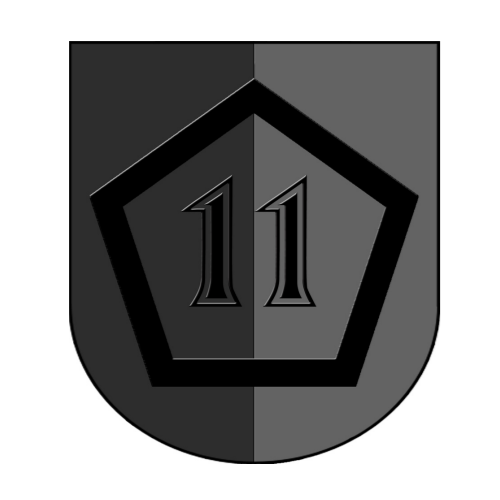
Oznaka rozpoznawcza na mundur polowy

## Żołnierze WOG
| Komendanci WOG           | Komendanci WOG           |
| Stopień, imię i nazwisko | Okres pełnienia służby   |
| ------------------------ | ------------------------ |
| ppłk mgr Piotr Calak     | VI 2012 –10 VI 2014      |
| ppłk Grzegorz Gotowicz   | 10 VI 2014 – 29 III 2018 |
| ppłk Jan Lipiński        | 26 VI 2018 – 27 XII 2020 |
| ppłk Wiesław Zawiślak    | 27 XII 2020 – obecnie    |